# 中島正行
中島 正行（なかじま まさゆき、1911年8月15日 - 1952年5月29日）は日本の柔道家（講道館8段）。
戦前の明治神宮大会柔道競技で優勝したほか、全日本選士権大会にも5度出場して優勝2度・準優勝1度の戦績を有す、戦前を代表する強豪柔道家の1人である。
選手として活躍する傍ら神奈川県警察部や横浜市警察にて柔道指導に当たり、多くの後進の警察官育成に尽力した。

## 経歴
福岡県久留米市に父・末治郎の長男として生まれ、少年時代より同市花畑に町道場を開いていた今村の手解きを受けた。
1929年6月に17歳で講道館へ入門して翌月に初段を許されると、その半年後に2段、1931年10月には3段に列せられた。
神奈川大学夜間部を経て1932年には神奈川県警察部相川勝六部長の知遇により同部巡査を拝命し、警察官としての職務に精励しながら柔道助教を務める。
1933年5月の講道館春季紅白試合に4段位で出場した中島は相手の4段8人を抜いて抜群5段を授与され、俄然「中島強し」と注目を集めた。
半年後の10月に開催された第7回明治神宮大会柔道競技にて青年団の部で個人優勝という光栄に浴し、翌34年9月23日の拓務省主催による内地・外地対抗試合（両軍30名ずつの抜き試合）では内地軍8将に選抜され、京城鐘路警察署の井上藤一5段を左大外刈に降し、沙河口警察署の星亮三5段と引き分けている。
1934年11月の第4回全日本選士権大会に一般壮年前期の部で出場した中島は初戦で内藤宏4段、準決勝戦で川地文太郎3段を降し、決勝戦では佐藤儀一郎3段を試合開始僅か3秒足らずの間に送足払で宙を舞わせ、圧倒的な強さで優勝。続く第5回大会の一般壮年前期の部でも山口利雄5段や葉山三郎5段らの対戦相手を寄せ付けず、2連勝を飾った。1936年11月には全国警察官武道大会で団体戦・個人戦とも優勝して全国に神奈川県警察部の名を知らしめたが、同月の全日本選士権では初戦で山口利雄に優勢負を喫し、大会3連覇はならなかった。
全盛期の中島は身長171cm・体重74kgと中型の選手で、出足払や送足払、支釣込足、払釣込足といった足技が妙技と言われるほど巧く、足技で崩してからの内股や大外刈を得意とした。
練習の時は受け身をよく取り、柔らかい稽古ぶりで、相手になった者が「さほど強くない」という印象を持ったという。だが一旦勝負となると、鍛え抜かれた強靭な足腰と、相手が誰であろうと斃さずば止まらずという闘志を露わにし、どこにそんな底力があったのかと周囲を驚かせた。
| 段位       | 年月日        | 年齢 |
| ---------- | ------------- | ---- |
| 入門       | 1929年6月     | 17歳 |
| 初段       | 1929年7月     | 17歳 |
| 2段        | 1930年1月     | 18歳 |
| 3段        | 1931年10月    | 20歳 |
| 4段        | 1933年1月     | 21歳 |
| 5段        | 1933年5月     | 21歳 |
| 6段        | 不詳          |      |
| 7段        | 不詳          |      |
| 8段 (追贈) | 1952年5月20日 | 40歳 |

1937年に満州鞍山市の昭和製鋼所へ招聘され柔道専門家としてその興隆に尽力。“満州の虎”と勇名を轟かせた中島は同年10月の第7回全日本選士権には一般選士ではなく専門選士として出場し、篠原秋義5段を釣込足、後藤三郎5段を内股で破って、牛島辰熊門下の木村政彦と選士権を懸けて決勝を争う事となった。
試合は中島が左の内股で技有を取れば、木村が右の大外刈で技有を取り返し、中島の内股・大外刈、木村の大外刈・背負投との激しい技の応酬で40分近い死闘を演じ、延長3回目で木村が中島を上四方固に抑えて遂に決着。
昭和の名勝負として語り継がれるこの試合を観戦していた工藤一三は「中島が木村より6歳年長で、試合が長引けば当然年長者の方が不利になる」「寝技の得手・不得手が最後にはものを言った」と評し、柔道評論家のくろだたけしは「（中島は）不幸にも満州で稽古相手に恵まれず、年齢的にも伸びが止まったように思える」と述べている。
自身5回目の出場となる1938年の全日本選士権には同じく満州代表として臨んだが、初戦で武道専門学校学生の小川敬一4段に判定で敗れて上位進出は成らず、大会は木村が決勝戦で小川をあっさりと破り優勝した。
目の前で木村の連覇を目の当たりする悔しさを味わった中島だったがそれでも以後の各種大会に精力的に出場し続け、皇紀2600年を祝す武道大会が多く企画された1940年には、2月15日に宮崎神宮で開催された第2回全日本東西対抗大会に西軍6将として出場して清水正一5段と引き分け、4月7日に橿原神宮で開催の関東・関西・外地の3者対抗試合へは外地軍3将として出場、健闘。
また同年6月の天覧武道大会には指定選士として出場して、初戦で跳腰の名手として知られる兵庫の山本正信6段を得意の内股に降し、2回戦は遠藤清6段に棄権勝、3回戦で平田良吉6段に惜しくも判定負を喫した。
このほか、1942年8月の日満交歓大会で満州軍主将として出場し、内地軍主将の曽根幸蔵7段と引き分けた記録が残っている。

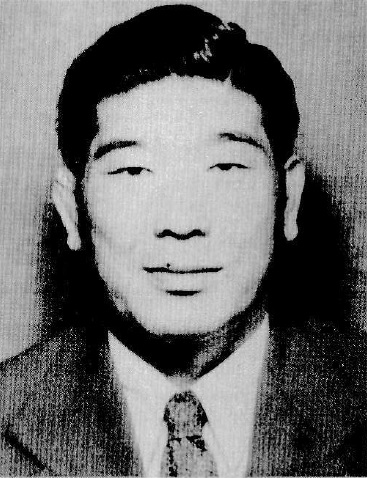
合同葬では“警察柔道の華と散った”と最大の賛辞を送られた

太平洋戦争の戦況に暗雲が立ち込めると中島は1945年に現地で応召され、終戦に伴って囚われの身となり抑留生活は1948年8月にようやく帰国が許されるまでの約3年間続いた。
憔悴し切った体で再び日本の地を踏んだ中島は半年以上の療養期間を経て、横浜市警察の小林正基本部長に請われる形で1949年4月に同所へ奉職。以後は数多の警察官の先頭に立って、地に落ちた嘗ての横浜警察の栄光を取り戻すべくその陣頭指揮に当たった。中島の円満な人柄と飾らない純情さ、そして卓越した指導力は上司の信頼と後進の若手警察官からの敬意を以って迎えられ、就任から2年後の1951年6月に開催された六大都市警察柔道大会で横浜市警は嘗ての神奈川県警察部の活躍を彷彿とさせる快進撃を見せた。
一方で中島は同じ頃、持病の高血圧に苦しみ、また現役時代の無理な猛稽古が祟ってか膝の関節炎にも悩まされており、それでも安静を勧める家族や治療を勧める医師の忠告には耳を貸さずに警察柔道向上のため身を賭して尽力した。
しかしながら1951年5月27日に伊勢佐木警察署道場にて全国大会に出場する警察官の特別訓練中に脳溢血で倒れ、2日後の5月29日午後6時40分に40歳で急逝。最後の言葉は同日明け方にうわ言で発した「署に行くから起こしてくれ」だったという。
史上最強の柔道家として名高い木村政彦を以って「生涯の相手のうち一番手強かった」と言わしめた中島の早すぎる死は、横浜市警や神奈川県警のみならず日本柔道界にとっても惜しまれる結果となった。講道館は氏の生前の功績を讃え5月20日付で8段位を追贈。
葬儀は6月4日に戸部署・大岡署の合同葬として横浜市西区の日蓮宗久成寺で執り行われ、嘉納履正講道館長のほか横浜市長や横浜市会議長、横浜地方裁判長など500名以上が駆け付けてその死を悼み、とりわけ3人の子供達が焼香した際には会場中が涙を禁じ得なかったという。